# Red Courage
Red Courage (Brasil: Coragem Inabalável ) é um filme de faroeste norte-americano de 1921 dirigido por B. Reeves Eason e estrelando Hoot Gibson.

## Elenco
- Hoot Gibson ... Pinto Peters
- Joel Day ... Chuckwalla Bill
- Molly Malone ... Jane Reedly
- Joseph W. Girard ... Joe Reedly (creditado como Joe Girard)
- Merrill McCormick ... Percy Gibbons (creditado como William Merrill McCormick)
- Charles Newton ... Tom Caldwell
- Arthur Hoyt ... Nathan Hitch
- Joe Harris ... Blackie Holloway
- Richard Cummings ... Judge Fay (creditado como Dick Cummings)
- Mary Philbin ... Eliza Fay
- Jim Corey ... Steve Carrol
- Mack V. Wright ... Sam Waters (creditado como Mac V. Wright)